# Résolution 77 du Conseil de sécurité des Nations unies
Membres permanents
- Chine
- États-Unis
- France
- Royaume-Uni
- URSS

Membres non permanents
- Argentine
- Canada
- Cuba
- Égypte
- Norvège
- RSS d'Ukraine

Résolution no 76 Résolution no 78
La résolution 77 du Conseil de sécurité des Nations unies  est une résolution du Conseil de sécurité des Nations unies adoptée le 11 octobre 1949.
Cette résolution, la onzième de l'année 1949, relative à la réglementation et à la réduction des armements, charge le secrétaire général de transmettre à l'assemblée générale les résultats des travaux de la Commission des armements de type classique.
La résolution a été adoptée par 9 voix pour.
Les abstentions sont celles de la république socialiste soviétique d'Ukraine et de l'Union des républiques socialistes soviétiques.

## Texte
- Résolution 77 sur fr.wikisource.org
- Résolution 77 sur en.wikisource.org